# 朝永三十郎
朝永 三十郎（ともなが さんじゅうろう、明治4年2月5日（1871年3月25日）- 1951年（昭和26年）9月18日）は、日本の哲学者。京都大学名誉教授（西洋哲学）、文学博士、日本学士院会員。京都学派を代表する人物の一人。
兄は工学者で京都帝国大学工科大学教授の朝永正三、長男は物理学者で東京教育大学教授の朝永振一郎。

## 人物
大村藩士・朝永甚次郎の三男として長崎県東彼杵郡川棚町石木郷で生まれる。私立大村中学校（旧制中学校、第一回入学者・現長崎県立大村高等学校）２年修了後に上京して共立学校、東京英語学校、第一高等学校を経て、東京帝国大学で学ぶ。丁酉倫理会会員となり、哲学館事件においては意見書に名を連ねた。同大卒業後、1907年京都帝国大学文科大学哲学科助教授、1909年から1913年までヨーロッパ諸国に留学し、ドイツのハイデルベルク大学でヴィルヘルム・ヴィンデルバントに学んだ。1913年教授となり、西洋哲学・哲学史等を講じる。当時は、西田幾多郎や田辺元らが京都帝国大学文科大学（のち文学部）に在籍し、哲学の「京都学派」として時代を席巻していた時期であった。1931年京都帝大定年退官後は、大谷大学教授を務めた。1948年（昭和23年）10月17日、日本学士院会員に選出。1951年（昭和26年）9月18日、脳溢血のため京都市内の自宅で死去。81歳没。墓所は京都市東大谷墓地。
寡作で知られ、著書としては『近世に於ける「我」の自覚史－新理想主義とその背景－』『ルネサンス、及び先カントの哲学』『カントの平和論』等がある。
教え子には、天野貞祐・山内得立・小原国芳・高坂正顕・三井浩等がいる。

## 栄典
- 1918年（大正7年）2月20日 - 正五位[7]
- その後、従三位勲二等。

## 著書
- 『哲学綱要』宝文館 1902.11
- 『哲学辞典』宝文館 1905.1
- 『哲学と人生』隆文館 1907.2
- 『人格の哲学と超人格の哲学』弘道館 1909.9
- 『近世に於ける「我」の自覚史 新理想主義と其背景』東京寳文館 1916／角川文庫 1952、改版1968 復刊1984
- 『独逸思想と其背景』東京寳文館 1916
- 『カントの平和論』改造社 1922
- 『デカート』岩波書店 1925.6／改版『デカルト』岩波書店 1949
- 『デカルト 省察録 大思想文庫 第9』岩波書店 1936、復刊1985
- 『哲学史的小品 ルソー・カント・ロッツェ』黎明書房 1948
- 『西洋近世哲学史 第1冊 ルネッサンス及び先カントの哲学』岩波書店 1949
- 天野貞祐編『朝永博士還暦記念 哲学論文集』岩波書店 1931

## 回想
- 野田又夫「哲学史家としての朝永三十郎先生」『哲学研究』1952年9月号、京都哲学会